# KV15
KV15 es una tumba egipcia del Valle de los Reyes, necrópolis situada en la orilla oeste del Nilo, a la altura de la moderna ciudad de Luxor. En ella fue enterrado el faraón Sethy II, sexto monarca de la ya decadente dinastía XIX.

## Marco histórico
Rey de Egipto durante un periodo de seis años (de 1208 a 1202 a. C., aproximadamente), Userjeperura-Meriamón Sethy-Merenptah vivió en una época difícil en la que la casa real estaba sensiblemente debilitada y los prósperos días del Imperio Nuevo estaban tocando a su fin. Relegado por el presunto usurpador Amenmeses, Sethy II parece haber sido un hombre con poca voluntad y una gran debilidad, que le impediría tomar un papel activo en el gobierno del país. Tras la muerte de Amenmeses, su presencia siguió siendo testimonial más allá de su capital en Pi-Ramsés, y la autonomía del virrey de Nubia y del sumo sacerdote de Amón siguió en aumento.
Apenas tenemos datos de su gobierno, que suponemos inestable y caótico más allá de las grandes ciudades. Existen tímidos intentos de continuar algunos templos como los de Amón y Mut en Karnak o el de Toth en Hermópolis, así como un pequeño templo funerario en la orilla occidental de Tebas hoy prácticamente derruido. De los pocos vestigios que nos quedan de Sethy II, el mejor documentado y conocido sigue siendo su tumba, KV15.
Durante su breve reinado surge casi de la nada una figura que más tarde alcanzará un poder sin igual en las Dos Tierras, el Canciller Bay, la auténtica eminencia gris de finales de la dinastía XIX. La influencia que alcanzó aquel oscuro personaje fue tan grande que incluso se llegó a construir una tumba para él en el Valle de los Reyes, a finales del reinado de Sethy II o comienzos del de Siptah, su sucesor. A la vez, hay que destacar el ascenso en paralelo de la gran esposa real de Sethy II, la reina Tausert, que junto a Bay seguiría en la brecha tras la muerte de su marido y tendría en un puño a Siptah y al país entero. Al morir, Sethy II dejó un Egipto a la deriva, manejado por ambiciosos nobles y con un peso internacional cada vez menor.

## Situación
KV15 se encuentra en el extremo sur del ramal suroeste del Valle de los Reyes, concretamente en su bifurcación oriental. Muy cerca del sepulcro se hallan otras tumbas de la misma época destinadas a albergar los cuerpos de otros seres muy próximos a Sethy II, tales como Siptah (KV47), Tausert (KV14) y Bay (KV13).
Sin embargo, la historia de la excavación de todas estas tumbas es muy imprecisa, y los expertos no se ponen de acuerdo en cuál de ellas fue la primera. En lo que respecta a la tumba de Sethy II, se ha sugerido que bien pudo ser comenzada al poco de la muerte de Merenptah, pero más tarde interrumpida al subir al trono Amenmeses. También se ha pensado, dadas las modestas dimensiones de KV15, que no fuera el lugar de enterramiento original del rey, y que solo se dispusiera para tal propósito durante el reinado de Setnajt, quien usurpó KV14, donde, según esta última teoría, descansaban los cuerpos de Sethy II y Tausert. El hecho de que las inscripciones a nombre de Sethy II en KV15 fueran destruidas y después restauradas puede indicar tanto el interregno de Amenmeses como la llegada de Siptah y la posterior presencia de la viuda del rey, Tausert, recobrando la memoria del fallecido.
La planta de la tumba es muy simple y de menor tamaño que otras tumbas reales, con un diseño elemental que coincide en lo básico pero que aporta algunas novedades como, por ejemplo, una pendiente descendente más suave de lo acostumbrado o la ausencia de un pozo funerario. Tras el corredor de entrada (A) y los tres pasillos de costumbre (B, C, D), llegamos a una pequeña habitación que hace las veces del pozo en el ritual funerario (E) seguida de la sala de pilares (F), con cuatro columnas y una rampa atravesándola.
Seguidamente nos encontramos con el pasillo G, que fue adaptado como cámara sepulcral debido a la evidente falta de tiempo. El hecho de no existir una cámara sepulcral propiamente dicha indica que muy probablemente Sethy II muriera antes de lo previsto, y se tuviera que improvisar su enterramiento. Estas prisas parecen verse confirmadas por algunas pinturas que más tarde se comentarán, pero que están a todas luces inacabadas.

## Decoración
Podemos apreciar dos etapas básicas en las pinturas de KV15: la primera, con un estilo muy cuidado y hermoso, y con la presencia de relieve; y otra realizada con mayor rapidez y de calidad muy inferior, sin aplicar ningún relieve. Esta última, que recubre la mayor parte del sepulcro, tuvo que ser hecha en el corto periodo entre la muerte de Sethy II y su entierro en el Valle de los Reyes, que como mínimo comprendería los tres meses preceptivos de embalsamamiento del cuerpo.
- El dintel de entrada al corredor B nos muestra, como es ya tradición, el disco solar alado, en esta ocasión acompañado no solo del nombre y los epítetos del rey, sino también de la diosa Maat y del friso jejer un motivo decorativo muy frecuente en las tumbas de la dinastía XIX. Es a lo largo de este pasillo donde se aprecia el cambio de la técnica aplicada por aquella más precipitada y de menor belleza, con escenas y textos de la Letanía de Ra y representaciones de Sethy II con los dioses Ra-Horajti, Sokar y Nefertem. En el techo se ven representados buitres.

- En el pasillo C la decoración no está acabada, y solo se ven los esbozos en color rojo. Aun así, se puede adivinar que los textos funerarios para esta estancia fueron el Libro del Amduat (horas segunda y tercera) y de nuevo la Letanía de Ra. También vuelve a aparecer el difunto junto a Ra-Horajti y Sokar, y en el techo se aprecian más partes de la Letanía de Ra y el disco solar flanqueado por Isis y Neftis.

- El tercero y más largo de los corredores (D) es la continuación pictórica de C, con todas las escenas apenas convertidas en algo más que garabatos inconclusos. Podemos adivinar más partes del Amduat, concretamente las horas cuarta y quinta.

- La habitación E, en los rituales convertida en la sala del pozo, suele contar con escenas del rey y de diversos dioses y diosas, pero en el caso de KV15 nos muestra las representaciones de diversos objetos funerarios, como por ejemplo varias estatuas similares a las halladas en KV62. Las pinturas también están incompletas, aunque en este caso varias figuras han sido rellenadas con pintura ocre y bordeadas del omnipresente rojo y algunos toques azulados.

- En cuanto a la sala de los pilares, se recurre a motivos más tradicionales que en la anterior estancia. En las paredes aparece parte del Libro de las Puertas, mientras que en los pilares aparece Sethy II haciendo ofrendas a los dioses Ra-Horajti, Osiris, Anubis, Ptah, Shu, Geb, Nefertem y un pilar dyed con brazos humanos. También aparece Horus-Iunmutef, que representa un papel determinante en el ritual de Apertura de la Boca al fallecido, para facilitar su acceso al Más Allá. No obstante, estas figuras presentan una novedad que luego adoptarán el resto de tumbas reales, al representar en cada cara de un pilar no dos sino tan solo una figura, componiendo la escena junto con la cara vecina.

- La decoración de G ha sido de las más dañadas de todo el sepulcro, pero parecen mostrar más partes del Libro de las Puertas. En el techo hay una enorme imagen de la diosa Nut, personificación del cielo, que haría las veces del frecuente techo estrellado.

- A lo largo de todo el sepulcro –a excepción del corredor G– se han encontrado unos sesenta grafitos griegos y demóticos, e incluso algunos hieráticos y coptos, que demuestran que la tumba de Sethy II estuvo abierta y fue visitada en época grecorromana.

## Excavación
Como ya se señaló antes, KV15 ha permanecido abierta al menos desde época grecorromana y no ha arrojado grandes descubrimientos en la única actividad de desescombro documentada, hecha por Howard Carter. Antes ya existían menciones de la tumba, en tiempos de Pococke (1737), la expedición napoleónica (1799) o Burton (1825). Poco más hay que decir sobre la historia reciente de la tumba de Sethy II.
En los últimos tiempos el Consejo Supremo de Antigüedades ha restaurado las grietas de todas las salas, y ha instalado iluminación, pavimento e incluso una protección contra inundaciones en la entrada del sepulcro. Actualmente, lo único que queda en KV15 –aparte de las pinturas–, son fragmentos de la tapa del sarcófago, que al parecer fue el más pequeño de los utilizados en una tumba real del Valle de los Reyes. Respecto al menguado tamaño de este sarcófago, se ha planteado la posibilidad de que existiese uno mayor que finalmente fuese utilizado por Ramsés III.

## La momia real
Del enterramiento de Sethy II nos han llegado algunos documentos, que certifican que un tal Paneb, uno de los obreros mejor conocidos de Deir el-Medina fue acusado de robar parte del ajuar funerario. De ser cierto, sería un sonado caso de corrupción que pondría en entredicho a la comunidad de artesanos que construía las tumbas de toda la necrópolis tebana. Tras ser apresado el presunto ladrón, se restituyeron los objetos robados y Sethy II volvió a descansar en paz hasta la definitiva violación de su tumba y el posterior traslado de su cuerpo a KV35. Sobre Paneb, nada más sabemos, aunque suponemos que la justicia egipcia obró en consecuencia.
Desconocemos si el cuerpo de Sethy II llegó a ocupar durante el breve reinado de Tausert la tumba KV14, pero por lo que sabemos sí reposó durante más de cien años en KV15, hasta que fue trasladado por los sacerdotes de Amón de la dinastía XXI a un escondite a salvo de vándalos y violadores de tumbas. El tratamiento al que sometieron a la momia no fue muy ortodoxo, y el cuerpo embalsamado sufrió considerablemente los avatares del traslado. Así, a la hora de volver a envolver a la momia con nuevos vendajes, las prisas y las faltas de cuidados de los encargados, provocaron que el cadáver perdiera por completo el brazo derecho y pasase a formar parte de la cobertura de su vecino de mesa, Ramsés VI.
Pero Sethy II no solo perdió un brazo en su traslado. El cuello se partió, el abdomen se quebró, la cabeza se separó del cuerpo y un feo agujero en lo más alto de la coronilla son algunos de los signos de un maltrato post mortem datado en época muy posterior al reinado de este monarca. Después de sufrir tanto, el cadáver fue puesto a salvo en KV35, la tumba de Amenhotep II, junto a más faraones, la mayoría de los ausentes en el otro gran «almacén» de momias reales, DB320. Sethy II fue hallado en un ataúd de madera entre las momias de Amenhotep III y Merenptah, el padre del difunto. Entre los vendajes se pudieron hallar algunos amuletos colocados por los restauradores y, escritos, algunos cartuchos de Merenptah. No se han encontrado en la momia ningunos signos que puedan darnos una pista sobre la muerte del rey, aunque se fecha en torno a la cuarentena del sujeto.